# باب منحصربه‌فرد
باب منحصربه‌فرد (به انگلیسی: The One and Only Bob) کتابی برای کودکان به نویسندگی کاترین اپلگیت و به تصویرگری پاتریشیا کاستلائو است. این کتاب که در سال ۲۰۲۰ منتشر شد، دنباله‌ای بر کتاب ایوان منحصربه‌فرد محصول ۲۰۱۲ است.

## خلاصه داستان
این کتاب دربارهٔ باب، سگ ولگردی است که با گوریلی به نام ایوان و فیلی به نام روبی دوست می‌شود. باب که قبلاً توسط انسان‌ها آسیب دیده بود، پس از اینکه دختر مهربانی به نام جولیا از او مراقبت کرد، تلاش می‌کند تا دوباره یاد بگیرد که چگونه به انسان‌ها اعتماد کند. باب پس از آنکه طوفان شهرش را ویران کرد، از خانه فرار می‌کند تا خواهر گمشده‌اش را که فکر می‌کرد مرده، پیدا کند.

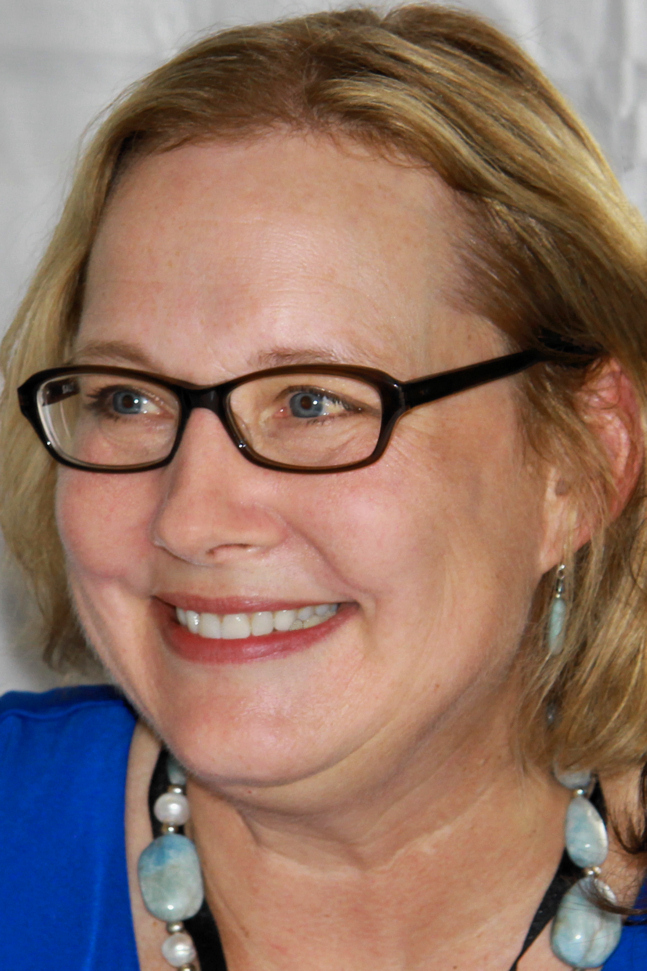
کاترین اپلگیت، نویسندهٔ کتاب

## بازخورد
جولی جسرنیک، نقدنویس اسکول لایبرری ژورنال، بر این کتاب یک نقد ستاره‌دار نوشت و گفت: «داستان باب به طرز لذت بخشی صمیمانه و پرماجرا است. نقاشی‌های کاستلائو زیبایی بیشتری به داستان می‌بخشد». مری آیزنهارت از کامن سنس مدیا به این کتاب از ۵ ستاره، ۵ ستاره داد و آن را «داستانی متقاعد کننده و در نهایت نشاط آور» نامید. کرکوس ریویوز با تمجید از بیان خوب و درستی از «مشاهدات و نگرش یک سگ»، نقدی ستاره‌دار به کتاب داد.
لئونارد اس. مارکوس از نیویورک تایمز نوشت: «درک مطمئن اپلگیت از ماهیت سگ به طرز زیرکانه‌ای فصل‌های ابتدایی را هدایت می‌کند، حتی زمانی که تعادل نگرانی‌های درونی باب به‌طور قاطع از سگ به انسان با صحبت از گناه، بزدلی و بخشش تغییر می‌کند». با این حال، مارکوس از طولانی بودن کتاب ناراضی بود.

## در ادامه
کتاب روبی منحصربه‌فرد در ادامهٔ این اثر در سال ۲۰۲۳ منتشر شد.